# Karl-Heinz Jentsch
Karl-Heinz Jentsch (* 6. Dezember 1921 in Lauterbach; † 16. Juni 2004 in Bad Pyrmont) war langjähriger Generaldirektor des Mansfeld-Kombinates, zeitweise Volkskammerabgeordneter der DDR-Blockpartei Liberal-Demokratische Partei Deutschlands (LDPD) und Hochschullehrer an der Bergakademie Freiberg.

## Leben
Jentsch stammte aus dem sächsischen Erzgebirge und war der Sohn eines Holzhändlers. Seine Schulzeit verbrachte er allerdings in Leipzig, wo er ein Realgymnasium und eine Wirtschaftsoberschule besuchte, an der er auch das Abitur ablegte. Ein angestrebtes Studium wurde zunächst durch den Kriegsdienst im Zweiten Weltkrieg verhindert. Jentsch erlitt während des Militärdienstes eine schwere Verwundung, er verlor einen Arm. Allerdings konnte er nun 1942 ein Studium der Wirtschaftswissenschaften an der Universität Leipzig beginnen, welches er aber 1944 vorerst abbrechen musste. Mit der Wiedereröffnung der Leipziger Universität konnte er das Studium fortsetzen und als Diplom-Betriebswirt mit Promotion zum Dr. rer. pol. abschließen. Noch im gleichen Jahr fand Jentsch zunächst eine Anstellung als Mitarbeiter bei der Chefdirektion der Landeseigenen Betriebe Sachsen-Anhalts. In den Jahren 1948 und 1949 war Jentsch Mitglied der Revisions- und Treuhandgesellschaft der volkseigenen Betriebe.
1950 wurde Jentsch zu den Mansfeld-Betrieben entsandt, dort leitete der noch nicht einmal dreißigjährige Sachse zunächst die Finanzabteilung. In der Folge kletterte Jentsch in der Karriereleiter schnell nach oben, wurde 1951 kaufmännischer Direktor, 1955 Hauptbuchhalter, 1957 Hauptdirektor Hütten und schließlich 1967 Direktor des Stammbetriebs zugleich Generaldirektor des VEB Mansfeld Kombinat »Wilhelm Pieck« in Eisleben. Das Kombinat war das buntmetallurgische Zentrum der DDR, welches 1989 in zwölf Betrieben, Gruben und Hüttenwerken ca. 48.000 Mitarbeiter beschäftigte.
Von 1962 bis 1971 war der Stellvertretender Vorsitzender des Bezirkes Magdeburg und war zuständig für Handel und Versorgung. In dieser Zeit wurde er 1968 zum außerordentlichen Professor an der Bergakademie Freiberg ernannt, nachdem er sich im Jahr zuvor habilitiert hatte. 1988 wurde Jentsch in den Ruhestand verabschiedet, er war zu diesem Zeitpunkt der dienstälteste Generaldirektor der DDR.

## Politik
Am 29. November 1939 beantragte Jentsch die Aufnahme in die NSDAP und wurde zum 1. September 1940 aufgenommen (Mitgliedsnummer 7.728.312).
Nach dem Krieg trat er der 1945 in der Sowjetischen Besatzungszone neugegründeten LDPD bei. Bei den Wahlen zur Volkskammer der DDR war Jentsch Kandidat der Nationalen Front der DDR und von 1963 bis 1967 Mitglied der LDPD-Fraktion in der Volkskammer. Ferner war er ab 1958 Mitglied des Zentralvorstandes und seit 1963 Vorsitzender der Gesellschaft für Deutsch-Sowjetische Freundschaft (DSF) im Bezirk Halle.

## Ehrungen
- 1959 Verdienstmedaille der DDR
- 1960 Ernst-Moritz-Arndt-Medaille
- 1961 Banner der Arbeit
- 1965 Vaterländischer Verdienstorden in Bronze
- 1973 Vaterländischer Verdienstorden in Silber
- 1976 Ehrentitel Verdienter Bergmann der DDR
- 1977 Vaterländischer Verdienstorden in Gold
- 1979 Stern der Völkerfreundschaft in Gold
- 1981 Ehrentitel Held der Arbeit
- 1986 Ehrenspange zum Vaterländischer Verdienstorden in Gold
- 1982 Arbeitsverdienstorden der VR Ungarn in Gold
- 1989 Großer Stern der Völkerfreundschaft

u.v.m.